# Illocska
Illocska es un pueblo ubicado en el distrito de Siklós, en el condado de Baranya, Hungría.

## Superficie
Posee una superficie de 15,10 kilómetros cuadrados.

## Demografía
Hasta 2019 la población era de 241 habitantes, con una densidad de población de 15,96 habitantes por kilómetro cuadrado.